# Abrenunciación
La abrenunciación es, en la doctrina católica, la promesa que en la administración del bautismo hace el que lo recibe, o su padrino, de romper toda comunión con el mal espíritu y de renunciar al mundo y sus vanidades.

## Etimología
El término tiene su origen en la palabra con que el bautizando o su representante contestaba al ministro del sacramento: Ab renuntias Satanae?, a lo que contesta Ab renuntio, interrogatorio que se continuaba, siendo la primera palabra de pregunta y respuesta el verbo de referencia.

## Otros usos
Se ha empleado asimismo en la abjuración de algunas "herejías", como, según la liturgia mozárabe del siglo VII, se practicaba en la profesión de fe que se exigía a los donatistas, a los arrianos y a los judíos, empleando al efecto un interrogatorio de abrenunciación entre el obispo que recibía la abjuración y el que la hacía.

## Justificación
El empleo de este vocablo data del siglo IV, en que la Iglesia lo incluyó en la administración del ritual de bautismo. Su verdadera significación hay que buscarla en el exorcismo, pues era antigua doctrina en la Iglesia que los paganos estaban en posesión del mal espíritu. Según esto, una de las obras más beneficiosas realizadas por Cristo habría sido la de libertar el cuerpo de posesos.; por la abrenunciación se concretó al forma que expresa toda ruptura con Satanás. El catecismo de Martín Lutero trae esta palabra, mas no está en vigor entre los calvinistas ni los zwinglianos.